# Malpas (Doubs)
Malpas település Franciaországban, Doubs megyében. Lakosainak száma 287 fő (2022. január 1.). Malpas Oye-et-Pallet, La Planée, Saint-Point-Lac, Vaux-et-Chantegrue, Labergement-Sainte-Marie és Les Grangettes községekkel határos.

## Népesség
A település népességének változása:
| Lakosok száma | 89   | 151  | 186  | 227  | 273  | 288  | 282  | 284  | 286  | 287  |
|               | 1968 | 1990 | 2006 | 2011 | 2015 | 2016 | 2018 | 2019 | 2021 | 2022 |